# Xenia lepida
Xenia lepida is een zachte koraalsoort uit de familie Xeniidae. De koraalsoort komt uit het geslacht Xenia. Xenia lepida werd in 1971 voor het eerst wetenschappelijk beschreven door Verseveldt. 